# Tengiz Sigua
Tengiz Sigua (Lenteji, Georgia, 9 de noviembre de 1934-Tiflis, 21 de enero de 2020) fue un político georgiano y primer ministro de su país.

## Biografía
Sigua fue un ingeniero metalúrgico, que entró en política durante el colapso de la URSS. En 1990 encabezó la "Sociedad Rustaveli de Toda Georgia" y lideró un grupo de expertos del bloque "Tabla Redonda para una Georgia Libre". En las primeras elecciones multipartidarias de Georgia, fue elegido jefe del Consejo de Ministros de la RSS de Georgia el 14 de noviembre de 1990.
Fue el primer ministro en el gobierno de Zviad Gamsajurdia desde el 15 de noviembre de 1990 hasta el 18 de agosto de 1991. Sin embargo, dimitió en agosto de 1991, acusando a Gamsajurdia de «dictador y demagogo [que] cambia sus opiniones cada veinticuatro horas y de principios una vez a la semana». Junto el líder de la Guardia Nacional de Georgia, Tengiz Kitovani, se convirtió en líder de una difícil oposición, que inició un violento golpe de Estado contra el presidente en diciembre de 1991 hasta enero de 1992. Después de la caída de Gamsajurdia, fue el primer ministro del gobierno interino de Georgia (Concejo Militar, luego transformado en Consejo de Estado), al que se unió Eduard Shevardnadze el 6 de enero de 1992.
Fue forzado a dimitir el 6 de agosto de 1993 después de que el parlamento rechazase dos veces el presupuesto presentado por su gobierno. Fundó en 1994, junto con Tengiz Kitovani y Boris Kakuvaba, el partido de oposición Frente Nacional de Liberación y respaldó la solución militar del conflicto georgiano-abjasio. En enero de 1995, Sigua y Tengiz Kitovani organizaron un intento de ataque a la región rebelde de Abjasia con 1400 refugiados georgianos.   Sigua no volvió a la vida política activa. En 1996 fue acusado de malversar millones del presupuesto del Estado, pero la prensa opositora publicó documentos oficiales exculpatorios.